# Carrazedo (Amares)
Carrazedo is een plaats (freguesia) in de Portugese gemeente Amares en telt 759 inwoners (2001).

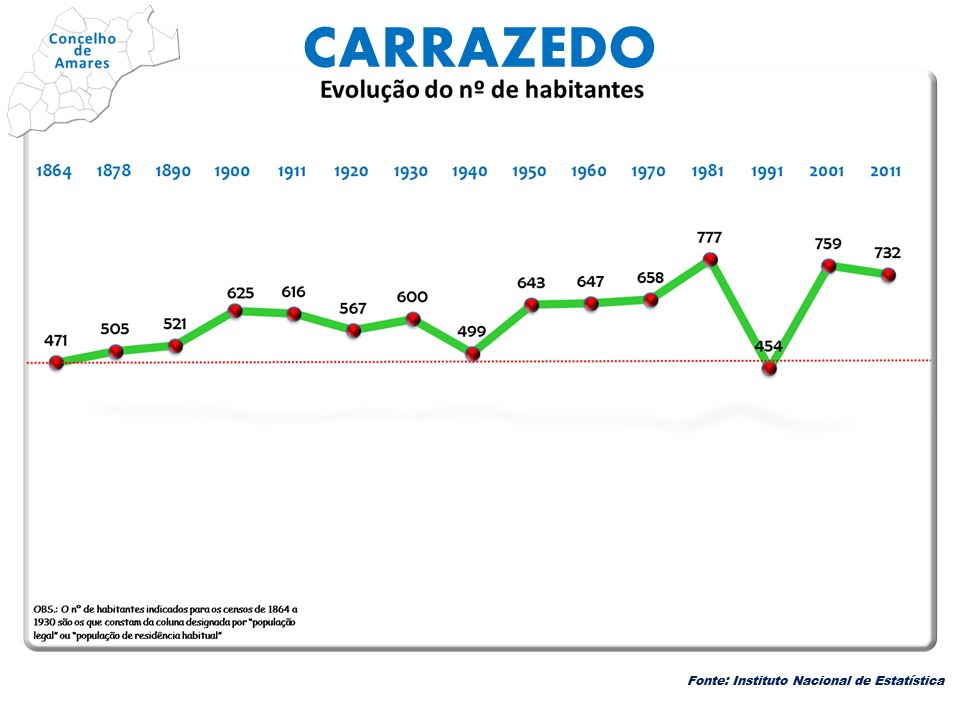
Bevolkingsontwikkeling tussen 1864 en 2011